# Пулитцеровская премия за фотографию
Пулитцеровская премия за фотографию (англ. Pulitzer Prize for Photography) — номинация Пулитцеровской премии, существовавшая в 1942—1968 годах. Позднее награду заменили двумя аналогичными, выделив в самостоятельные номинации художественную и новостную фотографию.

За выдающуюся новостную фотографию, примером чего является новостная фотография, опубликованная в ежедневной газете.Оригинальный текст (англ.)For an outstanding example of news photography as exemplified by a news photograph published in a daily newspaper.

## История
Завещание Джозефа Пулитцера не предусматривало номинации за фотографию. Чтобы отметить выдающиеся работы в сфере иллюстрирования, в 1920-х годах попечительский комитет премии основал номинацию «За редакционные карикатуры». Но технологический процесс и развитие фотожурналистики требовали существенного пересмотра структуры премии. Фоторепортёр Юлиус Х. Климан так характеризовал изменения в профессиональной среде: 
Фотограф стал репортёром c собственными выразительными средствами — рассказчиком фоторепортажей, фотоэссеистом, фотоаналитиком. Оригинальный текст (англ.)The photographer became a reporter in his own medium, a photo story teller, a photo essayist, a photo analyst.
 Тем не менее новая категория за фотографию была учреждена только в 1942 году, когда к пяти существовавшим наградам в области журналистики добавили ещё три. Точные причины создания отдельной номинации для фоторепортёров именно в годы Второй мировой войны неизвестны. Предположительно, причиной стало заметное увеличение числа иллюстраций в прессе и их значимости.

## Лауреаты
| Год  | Фото               | Лауреат                    | Издание                                                | Комментарий |
| ---- | ------------------ | -------------------------- | ------------------------------------------------------ | --- |
| 1942 |                    | Милтон Брукс               | Detroit News                                           | За фотографию «Бунт забастовщиков Ford» («Ford Strikers Riot»). |
| 1943 |                    | Фрэнк Ноэл                 | Associated Press                                       | За фотографию «Воды!» («Water!»). |
| 1944 |                    | Эрл Л. Бункер              | World-Herald (Омаха, Небраска)                         | За снимок «Возвращение домой» («Homecoming»). |
| 1944 |                    | Фрэнк Филан                | Associated Press                                       | За фотографию «Остров Тарава» («Tarawa Island»). |
| 1945 |                    | Джо Розенталь              | Associated Press                                       | За фотографию «Водружение флага над Иводзимой» («Raising the Flag on Iwo Jima») с изображением морских пехотинцев, устанавливающих американский флаг на горе Сурибати на Иводзиме.                                                           |
| 1946 | Не вручалась       | Не вручалась               | Не вручалась                                           | Не вручалась |
| 1947 |                    | Арнольд Харди              | Распространено Assosiated Press                        | За снимок женщины, выпрыгивающей из окна горящего отеля Winecoff. |
| 1948 |                    | Фрэнк Кушинг               | Boston Traveler                                        | За фотографию «Мальчишка преступник и заложник» («Boy Gunman and Hostage»). |
| 1949 |                    | Натаниэль Фейн             | New York Herald-Tribune                                | За фотографию «Бейб Рут откланялся» («Babe Ruth Bows Out»). |
| 1950 |                    | Билл Крауч                 | Oakland Tribune                                        | За снимок «Близко к столкновению на авиасалоне» («Near Collision at Air Show»). |
| 1951 |                    | Макс Десфор                | Associated Press                                       | За фотоосвещение Корейской войны, ярким примером которого стала фотография «Бегство беженцев через разрушенный мост в Корее» («Flight of Refugees Across Wrecked Bridge in Korea»).                                                          |
| 1952 |                    | Джон Робинсон и Дон Ултэнг | Des Moines Register                                    | За серию из шести фотографий футбольного матча между командами Университета Дрейка и Университета штата Оклахома 20 октября 1951 года, в которой афроамериканскому спортсмену Джонни Брайту намеренно сломали челюсть.                       |
| 1953 |                    | Уильям М. Галлахер         | Flint Journal (Мичиган)                                | За фотографию кандидата в президенты Эдлая Стивенсона II в дырявой обуви, снятую во время президентской кампании 1952 года. |
| 1954 |                    | Вирджиния М. Шау           | Akron Beacon Journal (распространено Associated Press) | За фотографию «Спасение на мосту через реку Пит» («Rescue on Pit River Bridge»), изображающую захватывающую операцию по спасению в городе Реддинг.                                                                                           |
| 1955 |                    | Джон Л. Гонт               | Los Angeles Times                                      | За живописную и проницательную фотографию «Трагедия у моря» («Tragedy by the Sea») с изображением молодой пары на берегу волнующегося Тихого океана, в котором несколькими минутами ранее погиб их годовалый сын.                            |
| 1956 |                    | Редакция New York Daily    | New York Daily                                         | За постоянно превосходное фото-освещение новостей в 1955 году, ярким примером чего является фотография «Крушение бомбардировщика на улице» (Bomber Crashes in Street), изображающая падение бомбардировщика B-26 в жилом районе.             |
| 1957 |                    | Гарри А. Траск             | Boston Traveler                                        | За драматичную и выдающуюся серию фотографий затопления лайнера «Андреа Дориа», которая была сделана с самолёта, пролетавшего на высоте 75 футов за девять минут до потопления судна (второй снимок указан как ключевой).                    |
| 1958 |                    | Уильям К. Белл             | Washington Daily News                                  | За снимок «Вера и уверенность» («Faith and Confidence»), изображающий полицейского, терпеливо вразумляющего двухлетнего мальчика, пытающегося перейти улицу во время парада.                                                                 |
| 1959 |                    | Уильям Симен               | Minneapolis Star                                       | За фотографию «Колёса смерти» («Wheels of Death»), запечатлевшую внезапную смерть ребёнка на улице. |
| 1960 |                    | Эндрю Лопез                | United Press International                             | За серию из четырёх фотографий с изображением капрала армии диктатора Фульдженсио Батисты, казнённого расстрельным отрядом Фиделя Кастро. На главном снимке изображён осуждённый во время последних религиозных обрядов.                     |
| 1961 | Tokyo Stabbing     | Ясуси Нагао                | Распространено United Press International              | За фотографию «Токийское нападение» («Tokyo Stabbing»), на которой семнадцатилетний политический активист Отоя Ямагучи наносит удар ножом председателю японской социалистической партии Инегиро Асануме.                                     |
| 1962 |                    | Пол Ватис                  | Associated Press                                       | За снимок «Серьёзная поступь» («Serious Steps») с изображением Джона Ф. Кеннеди и Дуайта Д. Эйзенхауэра, прогуливающихся вместе в Кэмп-Дэвиде.                                                                                               |
| 1963 | Aid From The Padre | Гектор Рондон              | La República (Распространено Associated Press)         | За выдающуюся фотографию «Помощь от падре» («Aid From The Padre») с изображением священника, поддерживающего раненого солдата во время восстания в Венесуэле в 1962 году.                                                                    |
| 1964 |                    | Роберт Х. Джексон          | Dallas Times-Herald                                    | За снимок владельца ночного клуба в Далласе Джека Руби, стреляющего в Ли Харви Освальда. |
| 1965 |                    | Хорст Фаас                 | Associated Press                                       | За военные фотографии, сделанные во время столкновений в Южном Вьетнаме в 1964 году. |
| 1966 |                    | Кёити Савада               | United Press International                             | За фотографии, сделанные во время войны во Вьетнаме в 1965 году. Ярким примером его работы назван снимок «Беги в безопасное место» («Flee to Safety»), на котором изображена вьетнамская семья, пересекающая реку, чтобы избежать нападения. |
| 1967 |                    | Джек Р. Торнелл            | Associated Press                                       | За фотографию гражданского активиста Джеймса Мередита, лежащего раненным на дороге в Миссисипи после нападения придорожного стрелка. |